# Fraser's Magazine

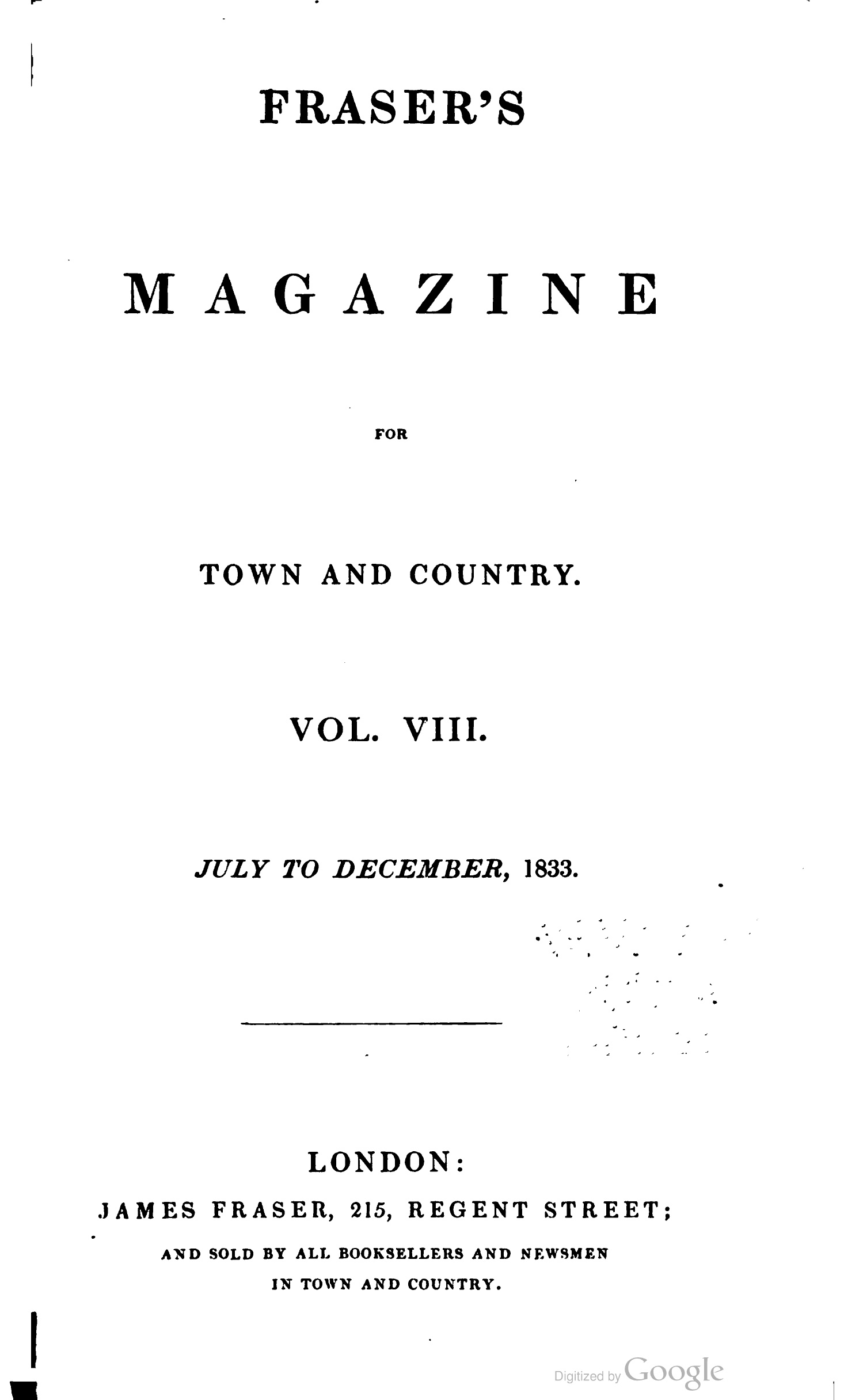
Titelpagina uit 1833

Fraser's Magazine was een Engels tijdschrift dat voor het eerst werd gepubliceerd in februari 1830 door Hugh Fraser. William Magginn, voorheen betrokken bij het Blackwood's Magazine, was redacteur.
Onder de eerste bijdragers aan het magazine bevonden zich grote namen als Thomas Carlyle, Samuel Taylor Coleridge, Robert Southey, William Makepeace Thackeray en William Harrison Ainsworth.
Het tijdschrift hield op te bestaan in 1882. De uitgever Longmans, die het blad overnam in december 1883, verving het door Longman's Magazine, onder welke titel het blad bleef verschijnen tot oktober 1905.